# Сомешул-Мік
Сомешул-Мік(рум. Râul Someșul Mic) — річка в Румунії, у повіті Клуж. Ліва притока Сомеш (басейн Чорного моря).

## Опис
Довжина річки 178 км, найкоротша відстань між витоком і гирлом — 60,53 км, коефіцієнт звивистості річки — 2,94, середньорічні витрати води у гирлі — 21,2 м³/с.

## Розташування
Бере початок у комуні Джилеу повіту Клуж. Тече переважно на північний схід через місто Клуж-Напока і у місті Деж впадає у річку Сомеш, ліву притоку Тиси.
Притоки: Сомешул Калд (рум. Someșul Cald), Капуш (рум. Căpuș), Борша (рум. Borșa) ліві); Сомешул Рече (рум. Someșul Rece), Фенеш (рум. Feneș), Бекаш (рум. Becaș) (праві).
Основні населені пункти вздовж берегової смуги від витоку до гирла: Луна-де-Сус, Флорешть, Апахіда, Бонцида,
Іклозел, Хеждате, Менестіря.

## Цікаві факти
- У селі Іклод на лівому березі річки розташований Музей історії Петре Поруцю (рум. Muzeul de Etnoarheologie — Istorie «Petre Poruțiu» Ethnoarchaeology — History Museum).[1]